# Recrue de l'année (Ligue majeure de baseball)
Pour les articles homonymes, voir Recrue de l'année.
Le Trophée de recrue de l'année de la Ligue majeure de baseball (anglais : MLB Rookie of the Year Award) est une récompense de fin de saison attribuée aux meilleurs joueurs débutants de la Ligue américaine et de la Ligue nationale.
De 1940 à 1946, seuls les membres de la section de Chicago de l'Association américaine des journalistes de baseball choisissent une recrue de l'année au terme d'un vote. En 1947, ils invitent tous les membres de l'association à voter. Cette saison est marquée par l'arrivée de Jackie Robinson, le premier joueur afro-américain aligné dans une équipe de ligue majeure depuis l'établissement de la discrimination raciale du début du XXe siècle. Les performances de Robinson avec les Dodgers de Brooklyn lui valent le premier trophée de l'histoire des ligues majeures. En 1947 et 1948, un seul joueur est récompensé pour l'ensemble des deux ligues majeures. Depuis la saison 1949, deux trophées sont décernés à la meilleure recrue de chaque ligue.
Le trophée était nommé à l'origine J. Louis Comiskey Memorial Award, du nom du propriétaire des White Sox de Chicago dans les années 1930. En 1987, le trophée est renommé Jackie Robinson Award en l'honneur du 40e anniversaire de l'arrivée de Robinson en ligue majeure.
Fred Lynn en 1975 et Ichiro Suzuki en 2001 sont les seuls joueurs à avoir été élus recrue de l'année et joueur de l'année lors de la même saison. En 1981, Fernando Valenzuela est le seul lanceur élu recrue de l'année à recevoir le trophée Cy Young du meilleur lanceur la même année.

## Comment est définie une recrue?

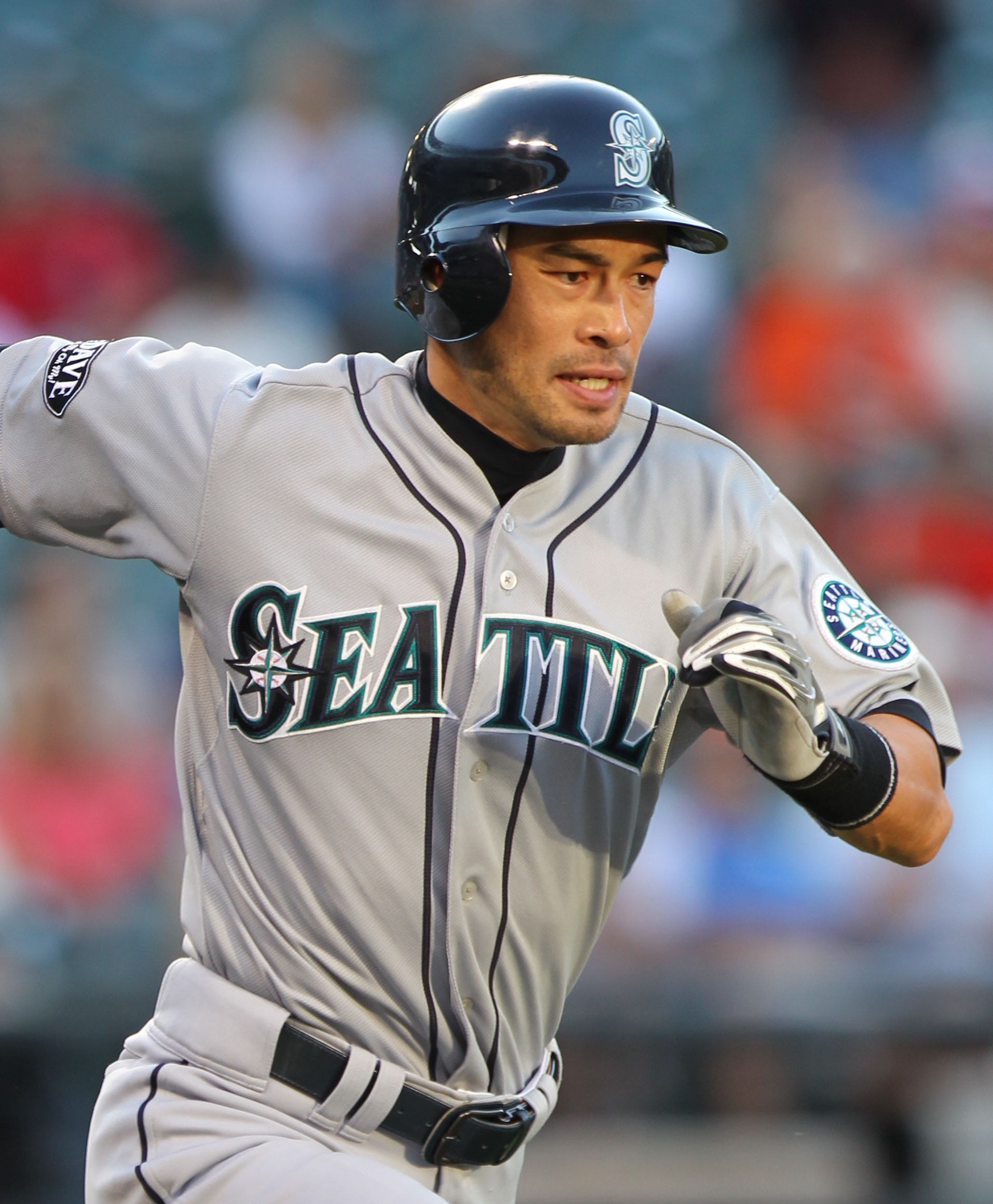
Ichiro Suzuki est élu recrue de l'année à 27 ans en 2001.

### Critères de qualification
Depuis 1971, un joueur est considéré comme une recrue lors d'une saison si, lors des saisons précédentes en ligue majeure, il a accumulé :
- moins de 130 présences officielles au bâton pour les joueurs de position,
- moins de 50 manches pour les lanceurs,
- moins de 45 jours de présence dans les effectifs de ligue majeure (à l'exclusion des périodes sur la liste des blessés ou des présences après le 1er septembre).

Ainsi, des joueurs ayant commencé leur carrière à la fin d'une saison peuvent encore être considérés comme des recrues lors de la saison suivante.

### Expérience internationale
Depuis 1995, trois joueurs japonais ont reçu le trophée de Recrue de l'année lors de leur première année en ligue majeure : Hideo Nomo en 1995, Kazuhiro Sasaki en 2000 et Ichiro Suzuki en 2001. Pourtant, ils étaient déjà des joueurs professionnels confirmés au Japon avant leur arrivée aux États-Unis. Plusieurs journalistes ont alors posé la question de savoir s'ils pouvaient être vraiment considérés comme des recrues. D'après les critères en vigueur, les années passées dans une ligue professionnelle en dehors des États-Unis (au Japon notamment) n'affectent pas le statut de recrue du joueur lors de sa première année en ligue majeure. Placée devant un dilemme semblable plusieurs années plus tôt après l'arrivée d'athlètes de l'Union soviétique, la Ligue nationale de hockey avait quant à elle décidé de réserver l'honneur équivalent aux joueurs âgés de 26 ans et moins. Si Kazuhiro Sasaki, 32 ans, est le joueur le plus âgé de la Ligue américaine à être élu recrue de l'année, c'est cependant un Américain, Sam Jethroe, qui fut le plus vieux, remportant en 1950 l'honneur dans la Ligue nationale à l'âge de 33 ans.

## Liste des recrues de l'année

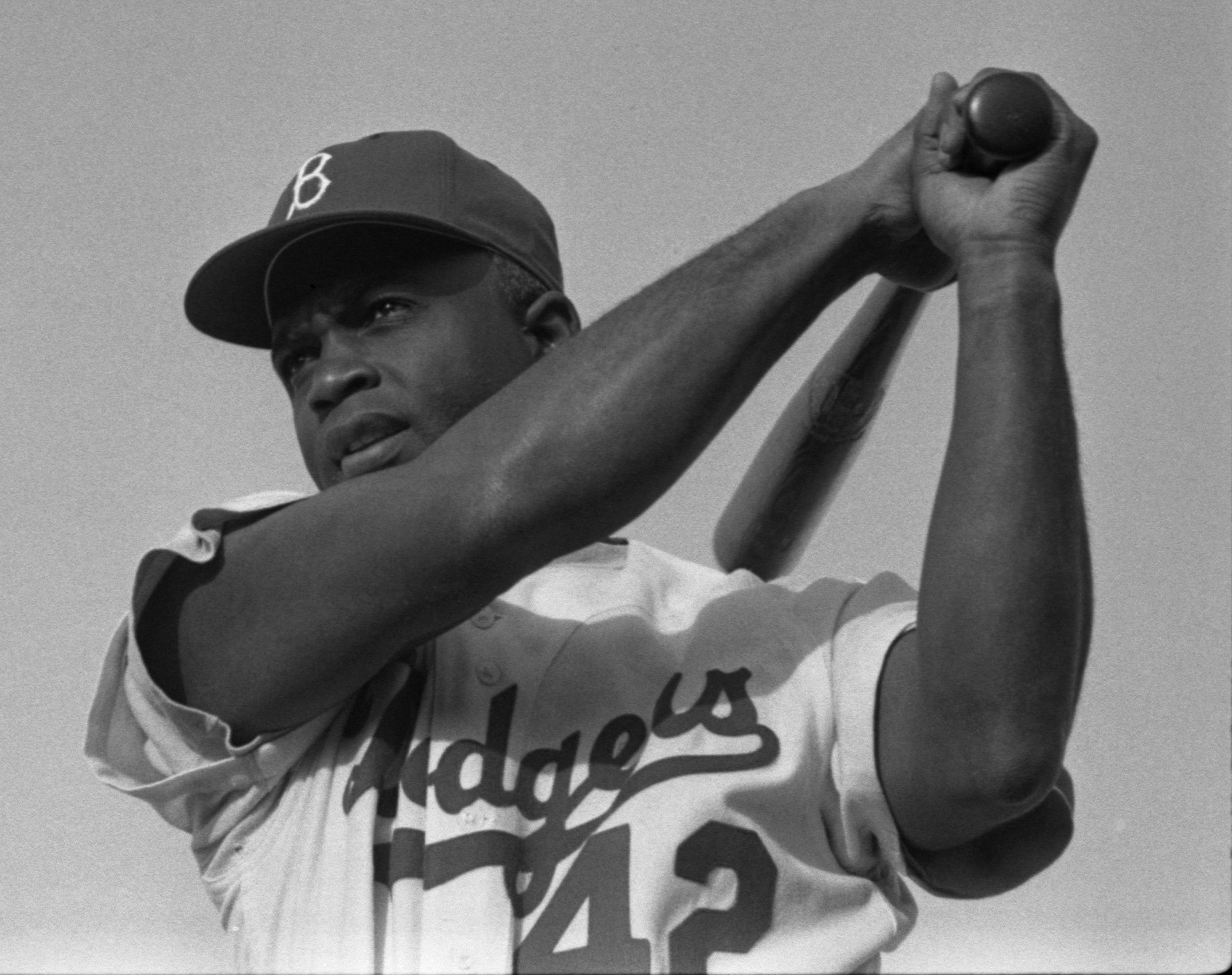
Jackie Robinson, premier gagnant du prix de la recrue de l'année en 1947.

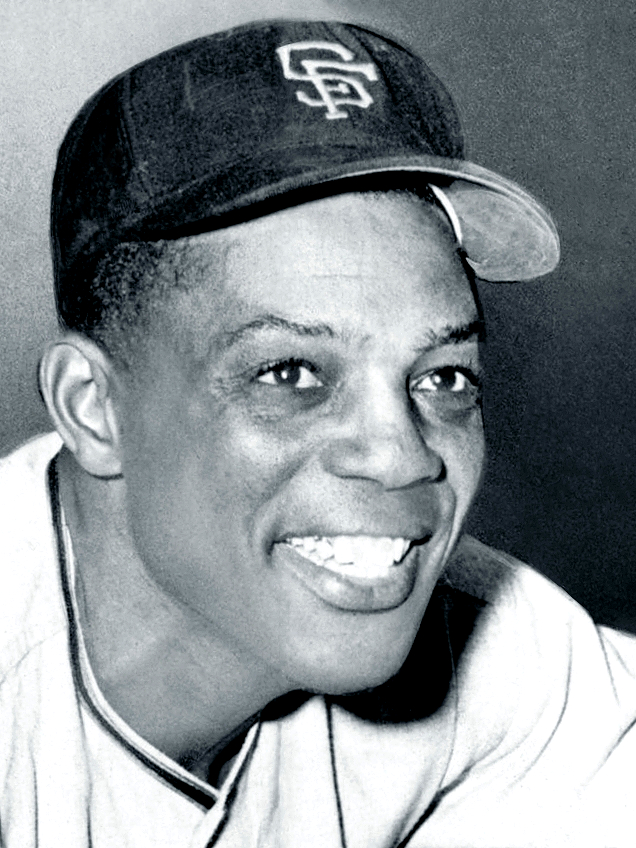
Le légendaire Willie Mays, recrue de l'année 1951 plus tard élu au Temple de la renommée du baseball.

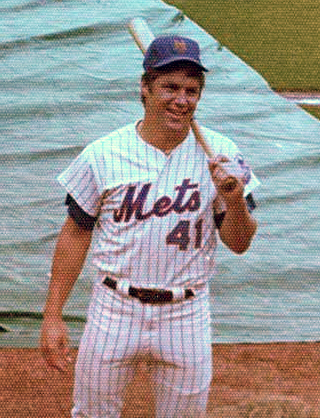
Tom Seaver des Mets de New York.

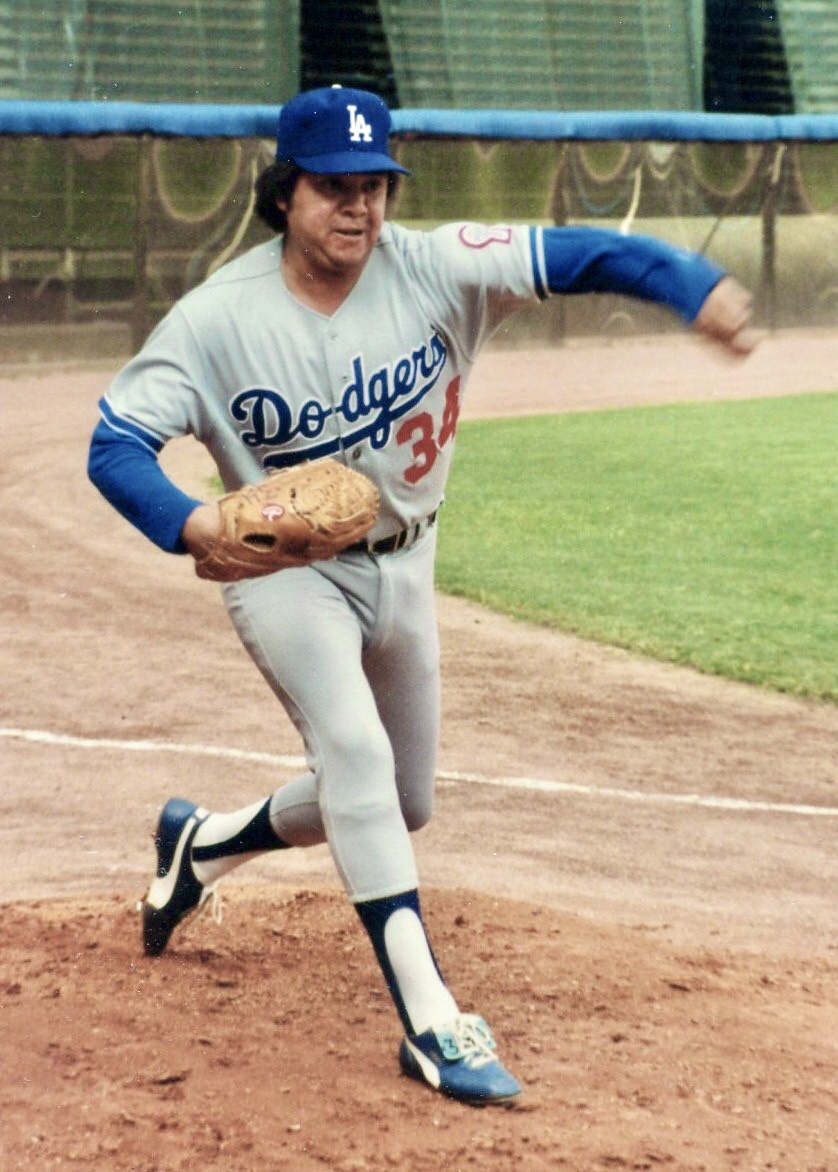
Fernando Valenzuela est le seul lanceur gagnant du titre de recrue de l'année et du trophée Cy Young la même année.

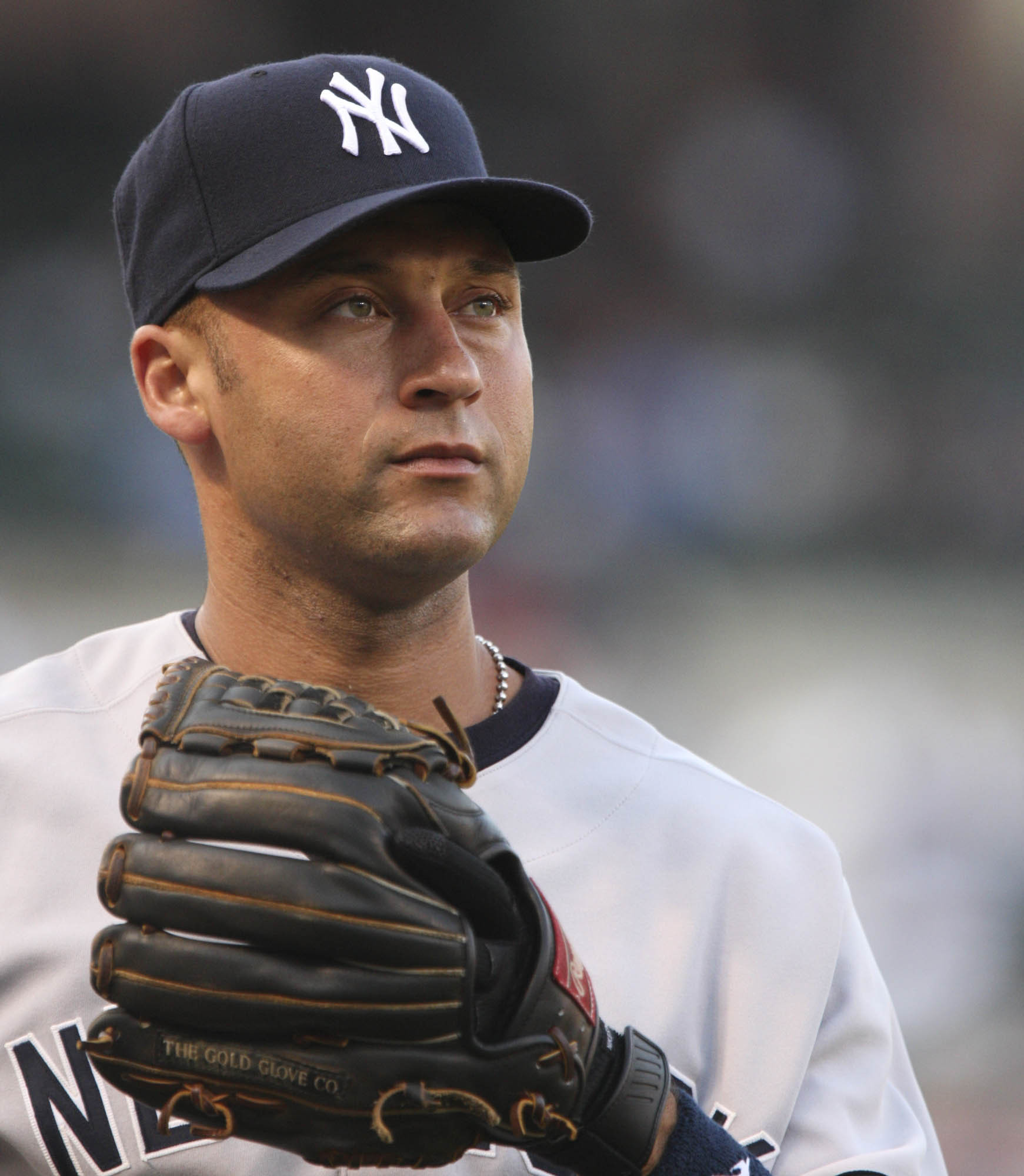
Derek Jeter, meilleure recrue de l'Américaine en 1996.

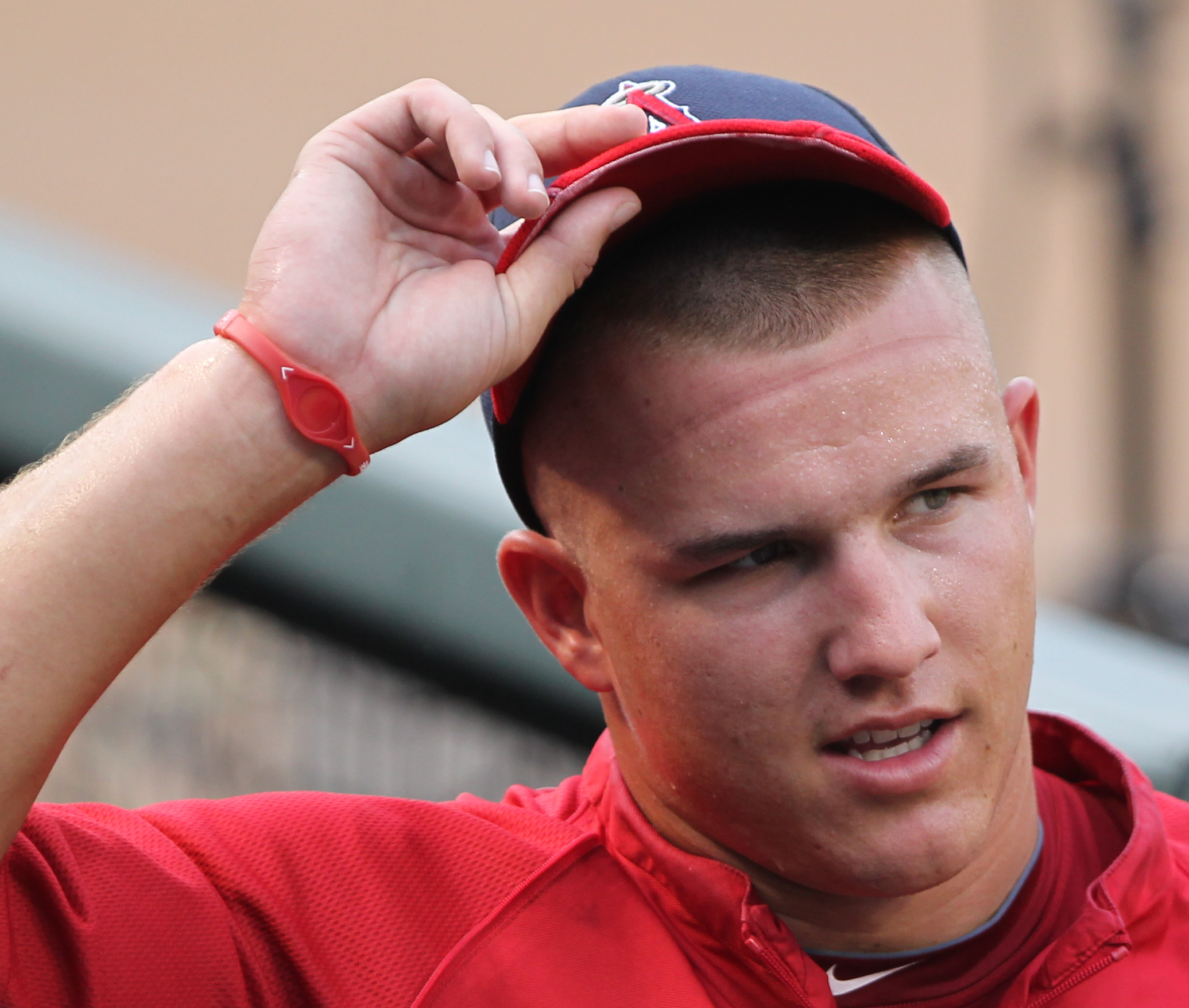
Mike Trout est la meilleure recrue de la Ligue américaine en 2012.

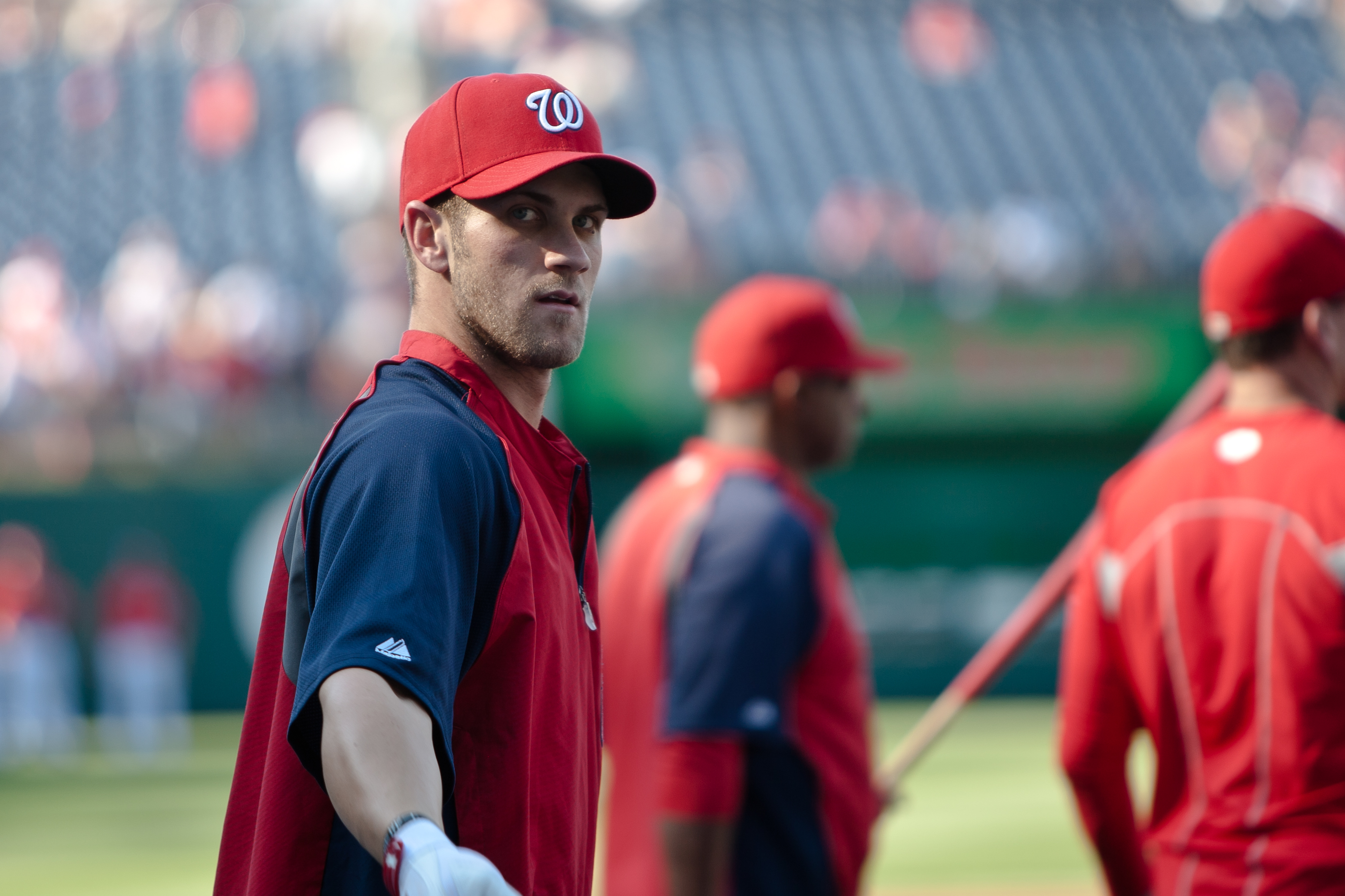
Bryce Harper est la meilleure recrue de la Ligue nationale en 2012.

### Recrues de l'année (1947-1948)
| Année | Joueur, équipe, position                 |
| ----- | ---------------------------------------- |
| 1947  | Jackie Robinson, Dodgers de Brooklyn, 2B |
| 1948  | Alvin Dark, Braves de Boston, AC         |

### Recrues de l'année (1949-présent)
| Année | Ligue nationale                                                         | Ligue américaine                                                               |
| ----- | ----------------------------------------------------------------------- | ------------------------------------------------------------------------------ |
| 1949  | Don Newcombe, Dodgers de Brooklyn, L                                    | Roy Sievers, Browns de Saint-Louis, V                                          |
| 1950  | Sam Jethroe, Braves de Boston, V                                        | Walt Dropo, Red Sox de Boston, 1B                                              |
| 1951  | Willie Mays, Giants de New York, V                                      | Gil McDougald, Yankees de New York, 3B                                         |
| 1952  | Joe Black, Dodgers de Brooklyn, L                                       | Harry Byrd, Athletics de Philadelphie, L                                       |
| 1953  | Jim Gilliam, Dodgers de Brooklyn, 2B                                    | Harvey Kuenn, Tigers de Détroit, AC                                            |
| 1954  | Wally Moon, Cardinals de Saint-Louis, V                                 | Bob Grim, Yankees de New York, L                                               |
| 1955  | Bill Virdon, Cardinals de Saint-Louis, V                                | Herb Score, Indians de Cleveland, L                                            |
| 1956  | Frank Robinson, Reds de Cincinnati, V                                   | Luis Aparicio, White Sox de Chicago, AC                                        |
| 1957  | Jack Sanford, Phillies de Philadelphie, L                               | Tony Kubek, Yankees de New York, AC                                            |
| 1958  | Orlando Cepeda, Giants de San Francisco, 1B                             | Albie Pearson, Senators de Washington, V                                       |
| 1959  | Willie McCovey, Giants de San Francisco, 1B                             | Bob Allison, Senators de Washington, V                                         |
| 1960  | Frank Howard, Dodgers de Los Angeles, V                                 | Ron Hansen, Orioles de Baltimore, AC                                           |
| 1961  | Billy Williams, Cubs de Chicago, V                                      | Don Schwall, Red Sox de Boston, L                                              |
| 1962  | Ken Hubbs, Cubs de Chicago, 2B                                          | Tom Tresh, Yankees de New York, AC                                             |
| 1963  | Pete Rose, Reds de Cincinnati, 2B                                       | Gary Peters, White Sox de Chicago, L                                           |
| 1964  | Dick Allen, Phillies de Philadelphie, 3B                                | Tony Oliva, Twins du Minnesota, V                                              |
| 1965  | Jim Lefebvre, Dodgers de Los Angeles, 2B                                | Curt Blefary, Orioles de Baltimore, V                                          |
| 1966  | Tommy Helms, Reds de Cincinnati, 2B                                     | Tommie Agee, White Sox de Chicago, V                                           |
| 1967  | Tom Seaver, Mets de New York, L                                         | Rod Carew, Twins du Minnesota, 2B                                              |
| 1968  | Johnny Bench, Reds de Cincinnati, R                                     | Stan Bahnsen, Yankees de New York, L                                           |
| 1969  | Ted Sizemore, Dodgers de Los Angeles, 2B                                | Lou Piniella, Royals de Kansas City, V                                         |
| 1970  | Carl Morton, Expos de Montréal, L                                       | Thurman Munson, Yankees de New York, R                                         |
| 1971  | Earl Williams, Braves d'Atlanta, R                                      | Chris Chambliss, Indians de Cleveland, 1B                                      |
| 1972  | Jon Matlack, Mets de New York, L                                        | Carlton Fisk, Red Sox de Boston, R                                             |
| 1973  | Gary Matthews, Giants de San Francisco, V                               | Al Bumbry, Orioles de Baltimore, V                                             |
| 1974  | Bake McBride, Cardinals de Saint-Louis, V                               | Mike Hargrove, Rangers du Texas, 1B                                            |
| 1975  | John Montefusco, Giants de San Francisco, L                             | Fred Lynn, Red Sox de Boston, V                                                |
| 1976  | Butch Metzger, Padres de San Diego, L Pat Zachry, Reds de Cincinnati, L | Mark Fidrych, Tigers de Détroit, L                                             |
| 1977  | Andre Dawson, Expos de Montréal, V                                      | Eddie Murray, Orioles de Baltimore, FD                                         |
| 1978  | Bob Horner, Braves d'Atlanta, 3B                                        | Lou Whitaker, Tigers de Détroit, 2B                                            |
| 1979  | Rick Sutcliffe, Dodgers de Los Angeles, L                               | John Castino, Twins du Minnesota, 3B Alfredo Griffin, Blue Jays de Toronto, AC |
| 1980  | Steve Howe, Dodgers de Los Angeles, L                                   | Joe Charboneau, Indians de Cleveland, V                                        |
| 1981  | Fernando Valenzuela, Dodgers de Los Angeles, L                          | Dave Righetti, Yankees de New York, L                                          |
| 1982  | Steve Sax, Dodgers de Los Angeles, 2B                                   | Cal Ripken, Jr., Orioles de Baltimore, AC                                      |
| 1983  | Darryl Strawberry, Mets de New York, V                                  | Ron Kittle, White Sox de Chicago, V                                            |
| 1984  | Dwight Gooden, Mets de New York, L                                      | Alvin Davis, Mariners de Seattle, 1B                                           |
| 1985  | Vince Coleman, Cardinals de Saint-Louis, V                              | Ozzie Guillén, White Sox de Chicago, AC                                        |
| 1986  | Todd Worrell, Cardinals de Saint-Louis, L                               | José Canseco, Athletics d'Oakland, V                                           |
| 1987  | Benito Santiago, Padres de San Diego, R                                 | Mark McGwire, Athletics d'Oakland, 1B                                          |
| 1988  | Chris Sabo, Reds de Cincinnati, 3B                                      | Walt Weiss, Athletics d'Oakland, AC                                            |
| 1989  | Jerome Walton, Cubs de Chicago, V                                       | Gregg Olson, Orioles de Baltimore, L                                           |
| 1990  | David Justice, Braves d'Atlanta, V                                      | Sandy Alomar, Jr., Indians de Cleveland, R                                     |
| 1991  | Jeff Bagwell, Astros de Houston, 1B                                     | Chuck Knoblauch, Twins du Minnesota, 2B                                        |
| 1992  | Eric Karros, Dodgers de Los Angeles, 1B                                 | Pat Listach, Brewers de Milwaukee, AC                                          |
| 1993  | Mike Piazza, Dodgers de Los Angeles, R                                  | Tim Salmon, Angels de la Californie, V                                         |
| 1994  | Raúl Mondesí, Dodgers de Los Angeles, V                                 | Bob Hamelin, Royals de Kansas City, FD                                         |
| 1995  | Hideo Nomo, Dodgers de Los Angeles, L                                   | Marty Cordova, Twins du Minnesota, V                                           |
| 1996  | Todd Hollandsworth, Dodgers de Los Angeles, V                           | Derek Jeter, Yankees de New York, AC                                           |
| 1997  | Scott Rolen, Phillies de Philadelphie, 3B                               | Nomar Garciaparra, Red Sox de Boston, AC                                       |
| 1998  | Kerry Wood, Cubs de Chicago, L                                          | Ben Grieve, Athletics d'Oakland, V                                             |
| 1999  | Scott Williamson, Reds de Cincinnati, L                                 | Carlos Beltrán, Royals de Kansas City, V                                       |
| 2000  | Rafael Furcal, Braves d'Atlanta, AC                                     | Kazuhiro Sasaki, Mariners de Seattle, L                                        |
| 2001  | Albert Pujols, Cardinals de Saint-Louis, V-3B-1B                        | Ichiro Suzuki, Mariners de Seattle, V                                          |
| 2002  | Jason Jennings, Rockies du Colorado, L                                  | Eric Hinske, Blue Jays de Toronto, 3B                                          |
| 2003  | Dontrelle Willis, Marlins de la Floride, L                              | Angel Berroa, Royals de Kansas City, AC                                        |
| 2004  | Jason Bay, Pirates de Pittsburgh, V                                     | Bobby Crosby, Athletics d'Oakland, AC                                          |
| 2005  | Ryan Howard, Phillies de Philadelphie, 1B                               | Huston Street, Athletics d'Oakland, L                                          |
| 2006  | Hanley Ramírez, Marlins de la Floride, AC                               | Justin Verlander, Tigers de Détroit, P                                         |
| 2007  | Ryan Braun, Brewers de Milwaukee, 3B                                    | Dustin Pedroia, Red Sox de Boston, 2B                                          |
| 2008  | Geovany Soto, Cubs de Chicago, R                                        | Evan Longoria, Rays de Tampa Bay, 3B                                           |
| 2009  | Chris Coghlan, Marlins de la Floride, V                                 | Andrew Bailey, Athletics d'Oakland, L                                          |
| 2010  | Buster Posey, Giants de San Francisco, R                                | Neftali Feliz, Rangers du Texas, L                                             |
| 2011  | Craig Kimbrel, Braves d'Atlanta, L                                      | Jeremy Hellickson, Rays de Tampa Bay, L                                        |
| 2012  | Bryce Harper, Nationals de Washington, V                                | Mike Trout, Angels de Los Angeles, V                                           |
| 2013  | José Fernández, Marlins de Miami, L                                     | Wil Myers, Rays de Tampa Bay, V                                                |
| 2014  | Jacob deGrom, Mets de New York, L                                       | José Abreu, White Sox de Chicago, 1B                                           |
| 2015  | Kris Bryant, Cubs de Chicago, 3B                                        | Carlos Correa, Astros de Houston, AC                                           |
| 2016  | Corey Seager, Dodgers de Los Angeles, AC                                | Michael Fulmer, Tigers de Détroit, L                                           |
| 2017  | Cody Bellinger, Dodgers de Los Angeles, 1B-V                            | Aaron Judge, Yankees de New York, V                                            |
| 2018  | Ronald Acuña Jr., Braves d'Atlanta, V                                   | Shohei Ohtani, Angels de Los Angeles, L-FD                                     |
| 2019  | Pete Alonso, Mets de New York, 1B                                       | Yordan Álvarez, Astros de Houston, V-FD                                        |
| 2020  | Devin Williams, Brewers de Milwaukee, L                                 | Kyle Lewis, Mariners de Seattle, V                                             |
| 2021  | Jonathan India, Reds de Cincinnati, 2B                                  | Randy Arozarena, Rays de Tampa Bay, V                                          |
| 2022  | Michael Harris II, Braves d'Atlanta, V                                  | Julio Rodríguez, Mariners de Seattle, V                                        |
| 2023  | Corbin Carroll, Diamondbacks de l'Arizona, V                            | Gunnar Henderson, Orioles de Baltimore, AC-3B                                  |